# Kolektywizacja w Polsce
Radykalną reformę rolną państwo przeprowadziło do roku 1949. Majątki obszarnicze powyżej 50 hektarów rozparcelowano między milion bezrolnych i małorolnych chłopów. Powstały w ten sposób liczne gospodarstwa karłowate, z których nowi właściciele ledwo mogli się utrzymać. W następnym etapie partia zdecydowała dopiero co ofiarowaną drobnym posiadaczom ziemię uczynić własnością kolektywną. Władze wychodziły z założenia, że rolnictwo indywidualne musi być mniej produktywne niż spółdzielcze.
W Polsce decyzję o kolektywizacji rolnictwa podjął KC PPR we wrześniu 1948 (na podstawie rezolucji Kominformu z czerwca 1948, o rozpoczęciu kolektywizacji we wszystkich państwach komunistycznych). Mimo zastosowania przez władze komunistyczne środków przymusu, do 1951 r. powstało ok. 2200 spółdzielni, zajmujących zaledwie 0,8% gruntów rolnych i zrzeszających 23 tys. członków. Spółdzielnie rolnicze powstały w 4 typach, m.in. zrzeszenia uprawy ziemi (ZUZ), charakteryzujące się wspólną własnością gruntów, a jednocześnie zachowujące prywatną własność części składowych gospodarstwa (maszyny, narzędzia itp.) oraz rolnicze zespoły spółdzielcze (RZS), które cechowała wspólna własność ziemi i inwentarza gospodarczego. Do spółdzielni tych przystępowali głównie chłopi o niskim statusie gospodarczym, którzy otrzymali ziemię w wyniku parcelacji podczas reformy rolnej w okresie 1944-1948 (w tym podczas parcelacji i osadnictwa na Ziemiach Zachodnich po 1945 r.).
Od czerwca 1952, równolegle z powstaniem PRL, wobec fiaska planów kolektywizacji zaostrzono represje wobec jej przeciwników, m.in. rewizje, niszczenie mienia i dobytku gospodarczego, bezprawne domiary podatkowe (co doprowadzało gospodarstwa rolne do bankructwa) oraz liczne aresztowania i szykany. Jedną z form represji były kary pieniężne – w okresie 1948-1955 karę grzywny orzekano w stosunku do 1,5 miliona chłopów każdego roku, za niewywiązywanie się z przymusowych dostaw obowiązkowych (kontyngentów), niejednokrotnie orzekając karę obozu pracy lub więzienia. Po wprowadzeniu w roku 1952 pewnych przywilejów dla spółdzielni, przy równoległej kontynuacji polityki represji, nastąpił szybki wzrost ich liczby – w 1953 było w kraju 7800 spółdzielni przy obszarze 1207 tys. ha (6,7% ogólnej powierzchni gruntów rolnych w Polsce) oraz zrzeszonych w nich 160 tys. członków. W 1955 liczba spółdzielni osiągnęła 9800, przy obszarze upraw 1638 tys. ha (9,2% ogólnej powierzchni gruntów rolnych), przy liczbie członków ok. 205 tys. ludzi. Typowa spółdzielnia zrzeszała przeciętnie 20 członków, którzy uprawiali obszar ok. 80 hektarów ziemi rolnej, dysponując przy tym ok. 65 sztukami bydła i trzody chlewnej – przy tym obszarze, liczebności i dysponowanymi środkami produkcji, osiągała niższą produkcję z 1 hektara ziemi rolnej niż przeciętne gospodarstwo indywidualne. Do uspołecznionego rolnictwa zaliczano również powstałe w 1949 r. państwowe gospodarstwa rolne (PGR). Zajmowały one w sumie ok. 10% powierzchni upraw, również cechując się niską wydajnością pracy i słabą efektywnością produkcji rolnej.
Przymus kolektywizacyjny, stosowany w różnej formie przez władze komunistyczne, przy jednoczesnym wzroście obciążeń produkcyjnych gospodarstw prywatnych, po 1950 r. doprowadził do spadku produkcji rolnej i stworzył perspektywę szybkiej ruiny rolnictwa w kraju. Wpływ na niedoinwestowanie sektora rolniczego miało również poważne przesunięcie nakładów finansowych na przemysł zbrojeniowy i infrastrukturę wojskową, co związane było z prowadzoną przez ZSRR wojną koreańską (1950-1953). W efekcie na wsi zabrakło nawozów sztucznych, maszyn oraz najprostszych narzędzi typu wiadra czy gwoździe. Powstały istotne braki w zaopatrzeniu dużych miast oraz pogorszenie warunków codziennej egzystencji ludności. Za błędy w polityce rolnej KC PZPR obciążył jej bezpośrednich wykonawców, potępiając metody kolektywizacyjne na publicznych wiecach w Gryficach (1951), Drawsku Pomorskim (1951) i w rejonie Lubelszczyzny (1953).
W tym okresie oficjalna propaganda odwracała uwagę opinii publicznej od błędów PZPR w polityce rolnej, tłumacząc społeczeństwu zaistniałą sytuację nieweryfikowalnymi stwierdzeniami – działaniami sabotażystów sypiących w tryby maszyn piasek, chowaniem przez kułaków zboża i mięsa, czy też spiskiem agresywnych imperialistów przeciwko miłującym pokój narodom (czyli państwom socjalistycznym). Jedną z akcji dywersyjnych (wymierzonych w socjalistyczne rolnictwo), miało być zrzucanie z amerykańskich samolotów do Bałtyku stonki ziemniaczanej, o czym komunistyczne publikatory w kraju poinformowały w 1950 r., która rozprzestrzeniając się na pola uprawne miała spowodować klęskę nieurodzaju w Polsce (w rzeczywistości był to efekt całkowitego braku na rynku środków owadobójczych, którymi należało spryskiwać uprawy ziemniaków). Systematycznie wyszydzano tzw. kułaków (zamożnych chłopów zatrudniających siłę roboczą) zamieszczaniem dziesiątek karykatur w prasie krajowej, w szczególności skierowanej do społeczności wiejskiej.
Po zmianach politycznych Października 1956, Władysław Gomułka oficjalnie uznał prywatne rolnictwo w Polsce jako specyfikę tzw. polskiej drogi do socjalizmu, a władze komunistyczne rezygnowały stopniowo z przyspieszonej kolektywizacji. Liberalizacja polityki w tym zakresie, zmniejszenie obciążeń finansowych gospodarstw indywidualnych, spowodowały gwałtowny regres systemu spółdzielni – po 1956 r. ich liczba w Polsce spadła do przeciętnie 1800 spółdzielni różnego typu.
Apogeum przymusowej kolektywizacji rolnictwa miało miejsce w 1953 r. Do początku lat 60. zrealizowano ją we wszystkich krajach bloku sowieckiego z wyjątkiem Polski.